# Bactrocera buvittata
Bactrocera buvittata
 es una especie de díptero que Drew describió por primera vez en 1989. Bactrocera buvittata pertenece al género Bactrocera de la familia Tephritidae.